# 茨城県道・栃木県道292号矢畑横倉新田線

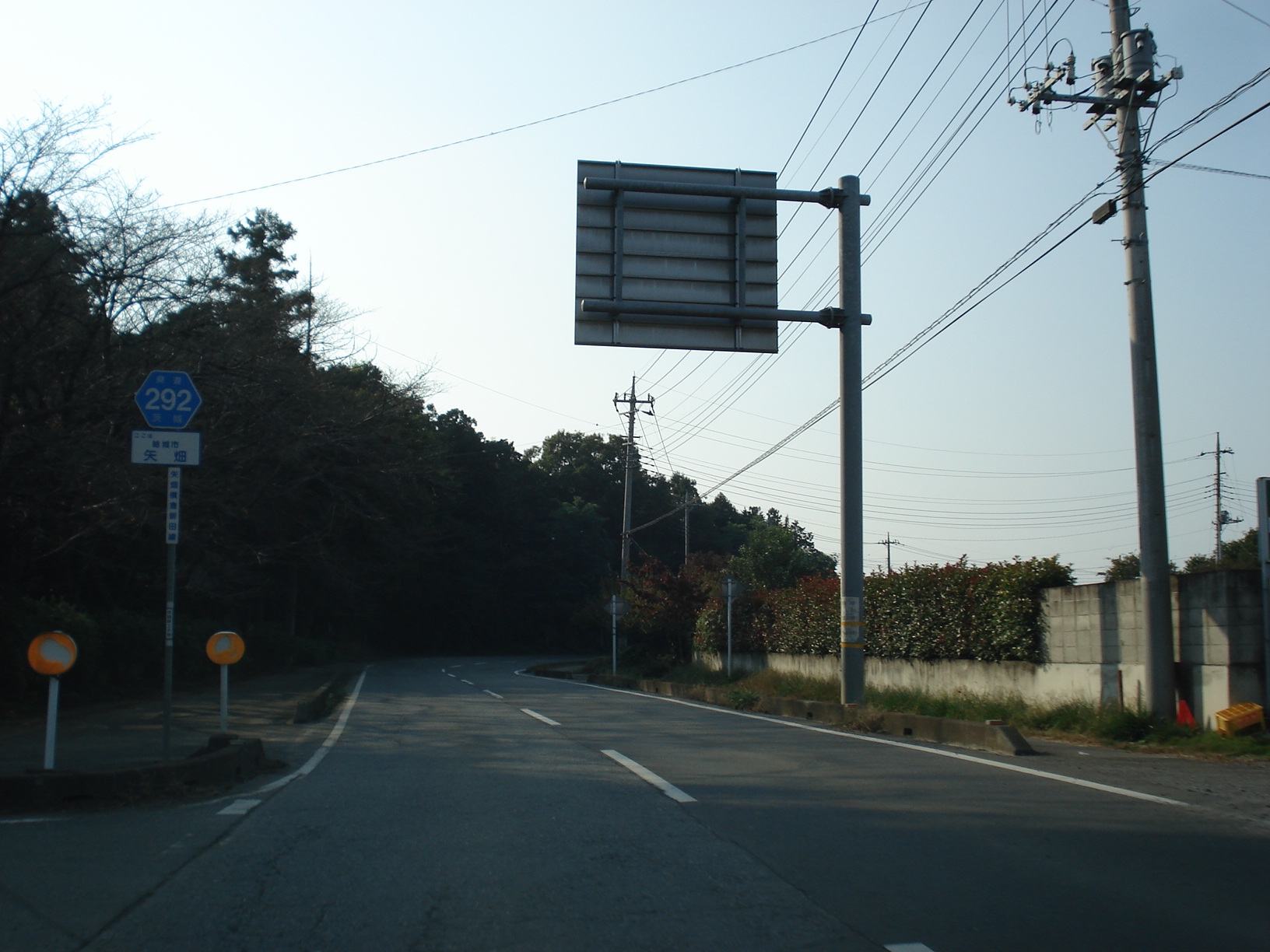
茨城県道292号矢畑横倉新田線
結城市矢畑付近

茨城県道・栃木県道292号矢畑横倉新田線（いばらきけんどう・とちぎけんどう292ごう やばたよこくらしんでんせん）は、茨城県結城市から栃木県小山市に至る県道である。

## 概要
茨城県結城市矢畑の茨城県道20号結城坂東線から結城第一工業団地付近を通って、栃木県小山市横倉の小山工業団地の南端へと至る茨城県と栃木県の県境で東西に結ぶ路線。小山市横倉交差点で新4号国道と交差する。また、栃木県内の旧道に並行するバイパス（結城市結城作 - 小山市横倉）が開通しており、新4号国道から結城第一工業団地工業団地を連絡する流通機能を担っている。

### 路線データ
- 起点：茨城県結城市矢畑字畑西285番1地先（矢畑交差点＝茨城県道20号結城坂東線交点）[2]
- 終点：栃木県小山市横倉（小山工業団地南交差点＝栃木県道33号小山環状線交点）
- 総延長：7.044 km（茨城県区間：5.730 km[3]、栃木県区間：1.314 km）
- 重用延長：*.* km（茨城県区間：0.482 km[3]、栃木県区間：*.* km）
- 未供用延長：なし（茨城県区間：0.0 km[3]、栃木県区間：*.* km）
- 実延長：*.* km（茨城県区間：5.248 km[3]、栃木県区間：*.* km）
- 自動車交通不能区間延長[注釈 1]：*.* km（茨城県区間：0.0 km[3]、栃木県区間：*.* km）

## 歴史

### 年表
- 1977年（昭和52年）3月31日：茨城県にて現在の路線名（整理番号403）で路線認定される[4]。
- 1984年（昭和59年）3月19日：結城市大字上山川地内の現道（1.879 km）の2車線化道路拡幅改良する区域決定[5]。
- 1995年（平成7年）3月30日：茨城県区間において、整理番号403から現在の番号（整理番号292）に変更される[6]。
- 2003年（平成15年）3月10日：結城市大字矢畑（起点・矢畑交差点） - 結城市大字上山川の狭隘な現道区間（1.14 km）を2車線化供用開始[2]。
- 2005年（平成17年）5月23日：結城市大字上成 - 同市大字小田林にバイパス（1.74 km）を新設する区域決定[7]。
- 2015年（平成27年）6月6日：結城市大字結城作（作ノ谷北交差点） ‐ 小山市大字横倉間（延長1.62 km）バイパスが開通[1][8]。
- 2017年（平成29年）3月23日：結城市大字上成（茨城・栃木県境 - 茨城県道17号・作ノ谷交差点）の茨城県内の旧道（763 m）が県道指定解除され、結城市道に降格[9]。

## 路線状況
結城作 - 終点まで現道は、狭く車同士のすれ違いも困難な状況で大型車は通行禁止となっている。
特に県境付近はガードレールが無く、下手をすると田んぼや用水路に転落する危険がある。

### 道路施設
- 二国橋（西仁連川、茨城県結城市 - 栃木県小山市県境）
- つむぎ橋（西仁連川、茨城県結城市 - 栃木県小山市県境）[注釈 2]

## 地理

### 通過する自治体
- 茨城県
  - 結城市
- 栃木県
  - 小山市

### 交差する道路
- 茨城県道17号結城野田線（結城市結城作 作ノ谷交差点・作ノ谷北交差点[注釈 3]）
- 新4号国道（小山市横倉 横倉交差点・横倉北交差点[注釈 3]）

### 沿線
- 結城第一工業団地（結城市）
- 小山第一工業団地（小山市）